# ليتيسيا غوين
ليتيسيا غوين (بالإنجليزية: Letitia Gwynne)‏ هي مقدمة تلفزيونية بريطانية، ولدت في 23 يناير 1962.